# Ärja socken
Ärja socken i Södermanland ingick i Åkers härad och uppgick 1845 i Åkers socken.
Socknens areal var 13,5 kvadratkilometer, varav 12,4 land. 1845 fanns här 345 invånare. Godset Lida samt den tidigare kyrkbyn Ärja låg i socknen. Som sockenkyrka användes sedan 1600-talet Åkers kyrka.   

## Administrativ historik
Ärja socken har medeltida ursprung. 1845 införlivades kyrksocknen (församlingen) i Åkers församling och 1889 jordebokssocknen i Åkers socken.
Socken ingick i Selebo häradsrätt.

## Geografi
Ärja socken låg fem kilometer väster om Mariefred.

## Fornlämningar
Det finns två runstenar belägna vid ruinen Ärja ödekyrka.

## Namnet
Namnet skrev 1275 Aerem, där förleden innehåller ari, 'örn' syftande på örnar på höjden i trakten, efterleden innehåller hem, 'boplats'.  